# 鳴瀬昭夫
鳴瀬 昭夫（なるせ あきお）は、日本の財務官僚。

## 来歴
石川県出身。星稜高等学校卒業。1969年 大蔵省入省。2000年7月 主計局調査課財政調査官。2001年1月6日 財務省主計局調査課財政調査官。2002年7月 主計局総務課主計事務管理室長。2004年7月2日 主計局主計官（総務課：予算総括担当）。2006年7月28日 主計局司計課長兼会計センター次長。2008年7月4日 退官。同年7月18日 （独）勤労者退職金共済機構理事（清酒製造業退職金共済事業及び林業退職金共済事業担当）（〜2009年）。

## 略歴
- 1969年4月：大蔵省入省。
- 1992年7月：主計局総務課長補佐（予算総括）[2]。
- 1995年7月：主計局主計官補佐（公共事業第三係）。
- 1997年7月：東北財務局山形財務事務所長[3]。
- 1998年7月：会計センター総務室長。
- 1999年7月：会計センター管理運用部長。
- 2000年7月：主計局調査課財政調査官。
- 2001年1月6日：財務省主計局調査課財政調査官。
- 2002年7月：主計局総務課主計事務管理室長。
- 2004年7月2日：主計局主計官（総務課：予算総括担当）。
- 2006年7月28日：主計局司計課長 兼 会計センター次長。
- 2008年7月4日：退官。